# Фомінка
Фомінка (рос. Фоминка; Р. Фомин) — річка в Росії у Вейделєвському й Ровенському районах Бєлгородської області. Права притока річки Айдару (басейн Азовського моря).

## Опис
Довжина річки приблизно 20,94 км, найкоротша відстань між витоком і гирлом — 18,20  км, коефіцієнт звивистості річки — 1,15 . Формується багатьма безіменними струмками та загатами.

## Розташування
Бере початок на північно-східній околиці села Кубраки. Тече переважно на південний схід понад селом Банкіно, через село Пристень і на північній околиці села Айдар впадає у річку Айдар, ліву притоку Сіверського Дінця.

## Цікаві факти
- У минулому столітті на річці у селі Пристень існував 1 газгольдер та 1 газова свердловина[1].